# Le commissaire Polt reprend du service
Le commissaire Polt reprend du service (titre original : Alt, aber Polt) est un téléfilm autrichien de 2017 réalisé par Julian Pölsler d'après le roman d'Alfred Komarek (de). Il est diffusé sur la chaîne franco-allemande Arte le 2 février 2018.

## Synopsis
Dans un village viticole d'Autriche, l'ancien commissaire Simon Polt vit tranquillement rendant visite à quelques amis de son age. Il écoute les confidences d'une ancienne actrice, Mira Martell, qui n'a jamais eu de succès. Une jeune fille, Laura Eichinger, est retrouvée noyée dans la petite rivière qui traverse l’agglomération. Un ancien collègue, Bastian Priml, devenu alcoolique lui demande de l'aider à enquêter car ses supérieurs concluant à un suicide veulent classer l'affaire. Les parents de Laura le rencontrent pour le même motif.

## Fiche technique
- Titre original : Alt, aber Polt
- Réalisateur : Julian Pölsler
- Scénario : Julian Pölsler d'après le roman d'Alfred Komarek (de)
- Photographie : Walter Kindler
- Musique : Haindling (de)
- Pays d'origine :  Autriche
- Durée : 90 minutes

## Distribution
- Erwin Steinhauer : Simon Polt
- Iris Berben : Mira Martell
- Florian Teichtmeister : Ernst Zlabinger
- Michou Friesz (de) : Grete Hahn
- Rainer Wöss (de) : Walter Grabherr
- Sandra Cervik (de) : mère de Laura
- Herbert Föttinger (de) : Hannes Eichinger, père de Laura
- Michael Mendl : Otto Kurzbacher
- Hans-Michael Rehberg : Friedrich Kurzbacher
- Karl Friedrich (de) : Bertl Bayer